# 羅皚
羅皚（らかい、生年不詳 - 1400年）は、チャンパ王国（占城国）の14世紀末の国王（在位：1390年 - 1400年/1401年）。『明史』は閣勝と書く。『大越史記全書』の羅皚が『明史』のいう閣勝と同一人物であるかどうかは厳密には検証されていない。チャンパ国王制蓬峩（明史のいう阿答阿者と同一人物とされるが、証はされていない）に仕えて大臣に上った。『明史』編者たちは閣勝を1390年の陳朝との海戦で陳朝の司令官の陳渇真に制蓬峩の旗艦の情報を密告し、制蓬峩（阿答阿者）を殺害せしめた裏切者の波漏稽と同一視する。『大越史記全書』およびビンディン碑文によれば、羅皚は制蓬峩の北ベトナムからの撤退後、12年間チャンパを統治し、大越の反攻を防いで南ベトナムのチャンパ領土を維持した。一方で、王位継承後、かならずしも人心を掌握できず、制多別の一族をはじめ、陳朝に逃亡する王族・貴族が多く出て、北ベトナムのタイビン省、ゲアン省、ハティン省、南ベトナム北端のトゥアティエンフエ省の制族（制家）の祖先になったとされる。各地にこの時期の亡命・創建とされる制族祠が現存する。明に朝貢したが上述の理由で洪武帝に退けられた。ただし、マスペロ『チャンパー王国』（Georges Maspero, 1910, Le royaume de Champa）は、『明史』編者たちの閣勝（羅皚）＝波漏稽説は誤解であるとする。チャム写本によれば、チャンパの領邦バンアグイ王国は、丑の年（1397年）、クン（Kun、クメール帝国と考えられる）およびジュク（Jek、羅皚治下のチャンパと考えられる）の攻撃で滅亡し、パーンダラン（Pangdarang）に移った。ビンディン碑文によれば1401年に死去。子の巴的吏が王位を継承した。ビンディン碑文およびビエンホア碑文によれば、この時期のチャンパ（ナガラチャンパー）は北ベトナムのナガラヤヴァナ（大越帝国）、カンボジアのナガラクヴィール（クメール帝国）と善戦し、かつ周辺の小領邦（ナガラブラハカーンダ Nagara Brah Kanda）などを征服した。